# Corendon Dutch Airlines
Corendon Dutch Airlines (afgekort CND) is een Nederlandse vakantie luchtvaartmaatschappij. Corendon Dutch Airlines is een zusteronderneming van de Turkse luchtvaartmaatschappij Corendon Airlines. De luchtvaartmaatschappij heeft in het voorjaar van 2011 haar eerste vlucht uitgevoerd. Corendon Dutch Airlines vliegt vanaf Schiphol en Maastricht Aachen Airport op verschillende bestemmingen rond de Middellandse Zee, Afrika en Canarische Eilanden. De huidige CEO van Corendon Dutch Airlines is Gunay Uslu

## Eerste vlucht
Het eerste toestel, met vliegtuigregistratienummer "PH-CDE", is op donderdagavond 28 april 2011 aangekomen op Schiphol en daar gedoopt met de naam Cornelis Haga. Op zaterdag 30 april werd de eerste vlucht uitgevoerd onder vluchtnummer CND603. Deze vlucht vertrok om 05.00 uur naar Dalaman.

## Vloot
Corendon Dutch Airlines vliegt momenteel met 3Boeing 737 MAX 9 en 1 Airbus A350-900.
| Registratie | Type             | Bouwjaar | Datum in dienst  | Opmerkingen                                                             |
| ----------- | ---------------- | -------- | ---------------- | ----------------------------------------------------------------------- |
| PH-CDE      | Boeings 737-800  | 2009     | 28 april 2011    | Uit dienst per 20 april 2024                                            |
| PH-CDF      | Boeings 737-800  | 1999     | 2 mei 2012       | Uit dienst per 1 december 2023                                          |
| PH-CDH      | Boeings 737-800  | 2011     | 21 april 2016    | Geleased van Avolon / Uit dienst per 29 oktober 2023                    |
| PH-CDP      | Boeing 737 MAX 9 | 2023     | 7 oktober 2023   |                                                                         |
| PH-CDQ      | Boeing 737 MAX 9 | 2023     | 18 november 2023 |                                                                         |
| PH-CDR      | Boeing 737 MAX 9 | 2024     | 1 mei 2024       |                                                                         |
| EC-NZF      | Airbus A350-900  | 2023     | 3 november 2023  | Geleased van World2Fly / vliegt uitsluitend tussen Amsterdam en Curaçao |

## Bestemmingen
Per 1 Juni 2024 vliegt Corendon Dutch Airlines naar de volgende bestemmingen:
| Land            | Bestemming                                                       | Opmerkingen                                             |
| --------------- | ---------------------------------------------------------------- | ------------------------------------------------------- |
| Bonaire         | Bonaire                                                          | vanaf … /World2Fly                                      |
| Bulgarije       | Boergas                                                          | Gedurende zomerseizoen                                  |
| Curaçao         | Curaçao                                                          | World2Fly                                               |
| Egypte          | Hurghada                                                         |                                                         |
| Finland         | Kittila                                                          | Gedurende winterseizoen/in opdracht van reisorganisatie |
| Gambia          | Banjul                                                           | Gedurende winterseizoen                                 |
| Griekenland     | Corfu, Heraklion, Kos, Lesbos, Preveza, Rhodos, Samos, Zakynthos | Gedurende zomerseizoen                                  |
| Noord-Macedonië | Ohrid                                                            | Gedurende zomerseizoen                                  |
| Spanje          | Gran Canaria, Ibiza, Palma de Mallorca, Tenerife                 |                                                         |
| Turkije         | Antalya, Bodrum, Dalaman, Gazipasa                               |                                                         |

## Incidenten
Op 28 januari 2012 is de Cornelis Haga (PH-CDE) teruggekeerd naar Schiphol, vanwaar het vliegtuig vertrokken was. Het vliegtuig kampte met een neuswiel dat niet inklapte. Om te voorkomen dat het toestel zijn maximale landingsgewicht zou overschrijden, heeft het eerst in een wachtpatroon gevlogen om brandstof te verstoken (vliegtuigen van het type Boeing 737-800 hebben niet de mogelijkheid om brandstof te dumpen). Daarna is het geland. Na reparatie werd de vlucht naar Hurghada alsnog uitgevoerd.
Op 23 april 2012 raakte de PH-CDE beschadigd door een blikseminslag, nadat het toestel was vertrokken vanaf Amsterdam voor een vlucht naar Faro. Het toestel landde veilig op baan 18R en de passagiers zijn met een Boeing 737-800 (PH-HZW) van Transavia met een vertraging van zes uur alsnog aangekomen op de plaats van bestemming.
Precies een jaar later, op 23 april 2013, moest de PH-CDE, onderweg van Amsterdam naar Tétouan, als gevolg van de weersomstandigheden in Tétouan uitwijken naar Fez. Het vliegtuig daalde naar Fez toen de bemanning besloot om de daling af te breken om te landen in Nador. Vier uur later vertrok het toestel weer, om uiteindelijk met een vertraging van viereneenhalf uur in Tétouan aan te komen. Op 15 juli 2013 rapporteerde de Nederlandse Onderzoeksraad dat het toestel in Nador was geland met minder dan de vereiste hoeveelheid reservebrandstof. De autoriteiten van Marokko openden een onderzoek naar het als ernstig incident geclassificeerde voorval.